# Annamaria Quaranta
Annamaria Quaranta (Manduria, 19 ottobre 1981) è un'ex pallavolista italiana.
Giocava nel ruolo di schiacciatrice ed opposto.

## Carriera
La carriera di Annamaria Quaranta inizia quando giovanissima entra nel vivaio della Vis Nova Messapica Manduria di Massimo Stranieri. Fa il suo esordio da professionista all'Amatori Volley Bari, entrando giovanissima in prima squadra e ottenendo una promozione in Serie A1 nel 1994-95 per poi debuttare nel massimo campionato nella stagione 1995-96. Passa successivamente alla Tempesta Volley Taranto, con cui ottiene una promozione in Serie B1 nel 1998.
Nella stagione 2000-01 ritorna in A2, vestendo la maglia della Promo Firenze Sport; nelle due stagioni successive gioca nell'Icot, prima, e nella Robursport Volley Pesaro, dopo, vincendo per due volte consecutive la Coppa Italia di categoria e ottenendo la promozione in serie A1 con la squadra marchigiana.
Dopo una parentesi di un anno alla Pallavolo Corridonia, viene ingaggiata dalla Start Volley Arzano, con cui ottiene nuovamente la promozione in serie A1, retrocedendo però nella stagione successiva. Nella stagione 2007-08 viene ingaggiata dalla Florens Volley Castellana Grotte, con cui ottiene l'ennesima promozione. Confermata nella stagione successiva, ottiene una brillante salvezza, riuscendo ad approdare persino ai play-off. Nell'aprile 2009 viene convocata per la prima volta in nazionale, con cui vince la medaglia d'argento al Montreux Volley Masters e la medaglia d'oro alla XXV Universiade.
Dopo un'annata passata nella Pallavolo Sirio Perugia, nella stagione 2011-12 viene ingaggiata dal Volley Bergamo, con il quale vince la Supercoppa italiana: al termine del campionato decide di ritirarsi dall'attività agonistica.

## Palmarès

### Club
- Supercoppa italiana: 1

2011
- Coppa Italia di Serie A2: 2

2001-02, 2002-03

### Nazionale (competizioni minori)
- Montreux Volley Masters 2009
- Universiade 2009
- Piemonte Woman Cup 2010